# 秃刺蒴麻
秃刺蒴麻（学名：Triumfetta grandidens var. glabra）是锦葵科刺蒴麻属粗齿刺蒴麻的变种，是中国的特有植物。分布在 亚洲、非洲、亚洲热带、非洲热带以及中国大陆的海南等地，生长于海拔130米至2,100米的地区，一般生长在海岸荒地，目前尚未由人工引种栽培。

## 异名
- Triumfetta bartramia L.